# Ай-Петринська яйла

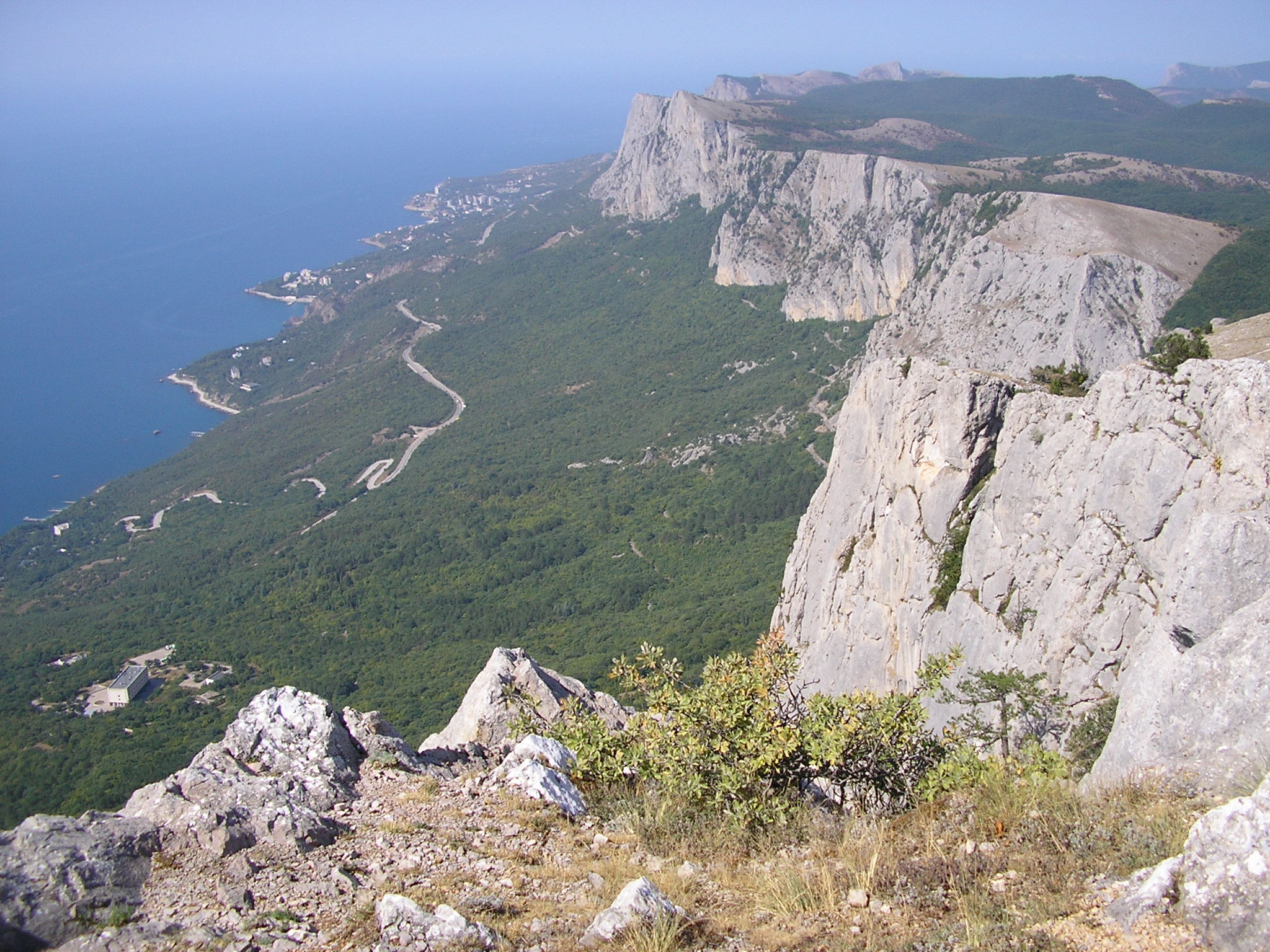
Ай-Петринська яйла

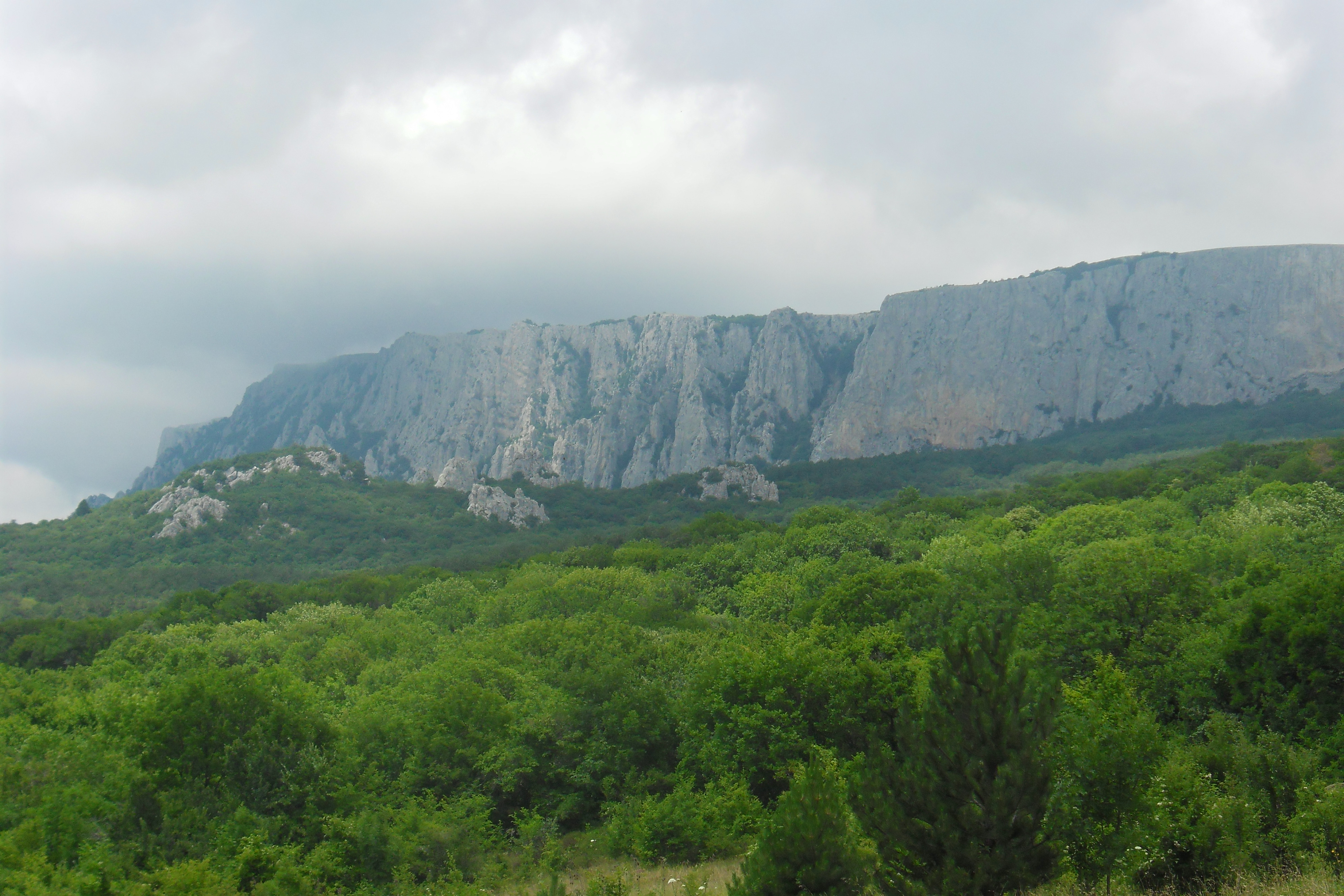
Вид на Ай-Петринську яйлу від г. Хир

Ай-Пе́тринська яйла́ (крим. Ay Petri Yaylası) — яйла (плато) в західній частині Головної гряди Кримських гір від гори Ендек до Байдарських Воріт. На південному заході межує з Байдарською яйлою, на північному сході переходить плавно в Ялтинську яйлу.

## Загальний опис
Назва яйли — за найвідомішою вершиною Ай-Петрі (в перекладі — святий камінь, або святий Петр), що височіє над Місхорським курортом. Яйла — популярний об'єкт туризму, там обладнано для відвідування кілька цікавинок: скеля Шишко, Зубці (ай-петринські), п'яний гай сосни кримської. На схилах Ай-Петринської яйли знаходиться найвищий водоспад України — Учан-Су.
Західний відріг Ай-Петринської яйли — Сари-Кая.
На яйлі в кінці ХІХ — на початку ХХ ст. споруджена снігозатримувальна споруда — Стіна Конраді.

## Клімат
Кліматичні особливості Ай-Петринської яйли характеризуються низькими нічними температурами (влітку до 0°+5°С), частими туманами і сильними вітрами. Плато Ай-Петринської яйли карстове, сума осадів 1020 мм/рік.
Найтепліший місяць — липень (t max = +32 °C). Найхолодніший — лютий (t min = −26,5°С). Зима триває з жовтня по травень. Сніг іде з грудня по квітень, лавини бувають у січні-березні.
Гірський масив Ай-Петринська яйла — це найдовша яйла в Криму. Названа на честь відомої гори Ай-Петрі (1234 м), хоча на яйлі є гори й вищі (Беденекир, 1301 м). Довжина яйли — близько 25 км. Ширина в найширшій частині (район гори Ай-Петрі) — майже 7 км. Висота яйли коливається в інтервалі 700—1200 м. З давніх часів цілий ряд доріг і стежок перетинають яйлу з півночі на південь, включаючи асфальтовану дорогу Бахчисарай — Ялта. На яйлі, що складається з вапняків, широко розвинені карстові процеси й знаходиться велика кількість печер. У ряді місць у процесі вивітрювання утворилися мальовничі скелі.

## Флора
Флора Ай-Петринської яйли нараховує понад 600 видів, у тому числі 50 видів ендеміків. Домінують осочка степова, ясменник, ковила та ін.

## Галерея

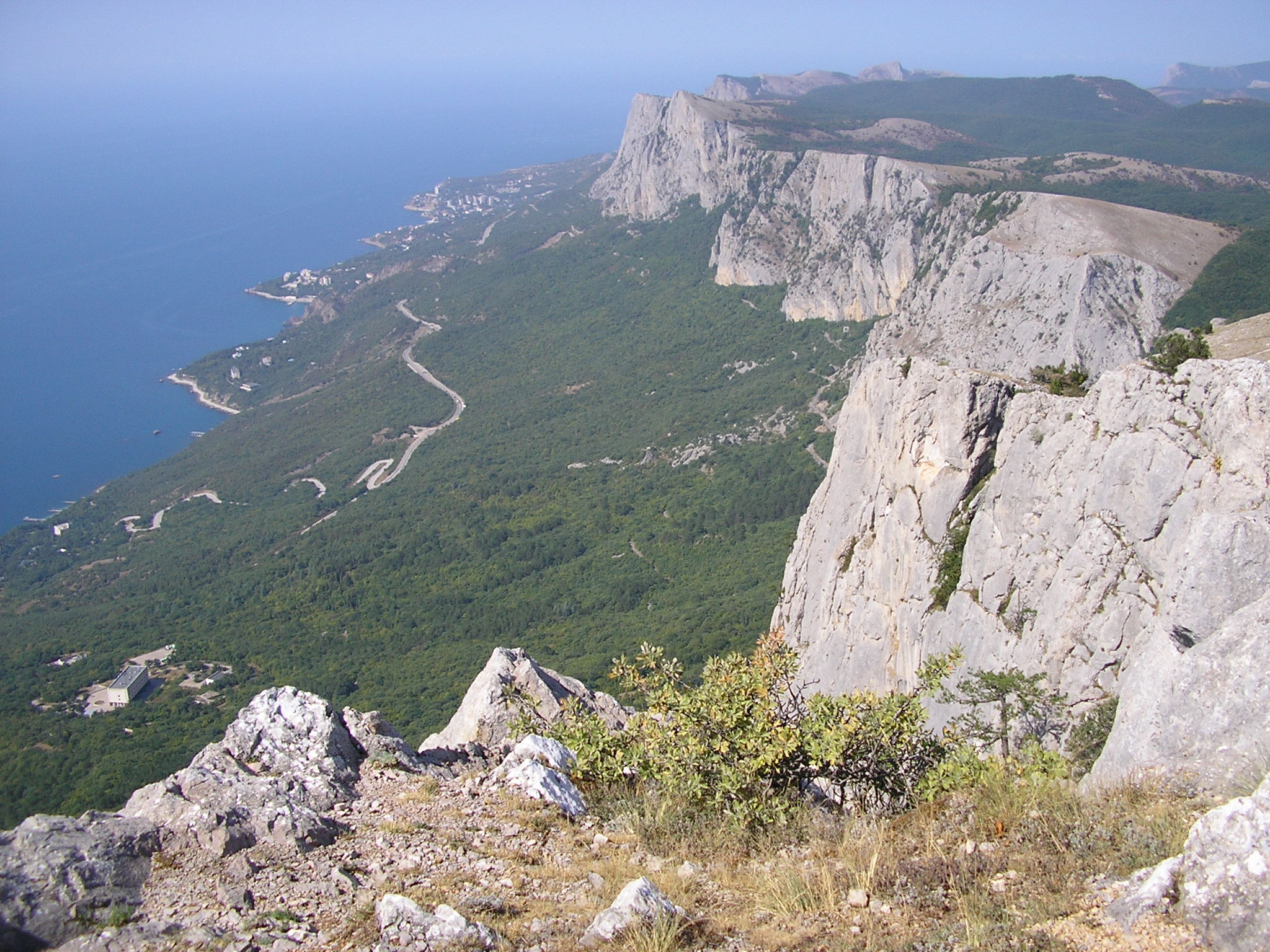
Вид на Чорне море
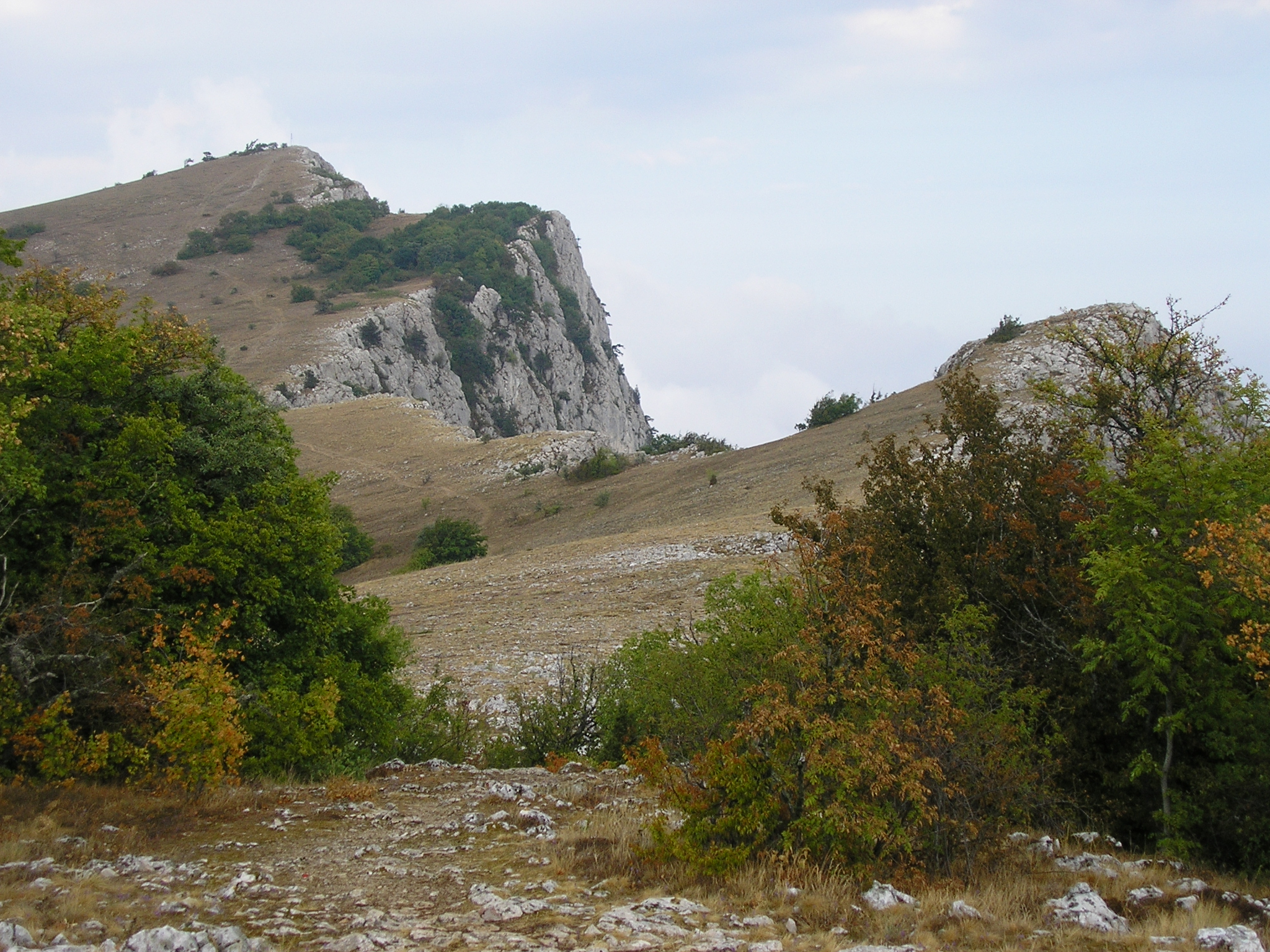
Ай-Петринська яйла
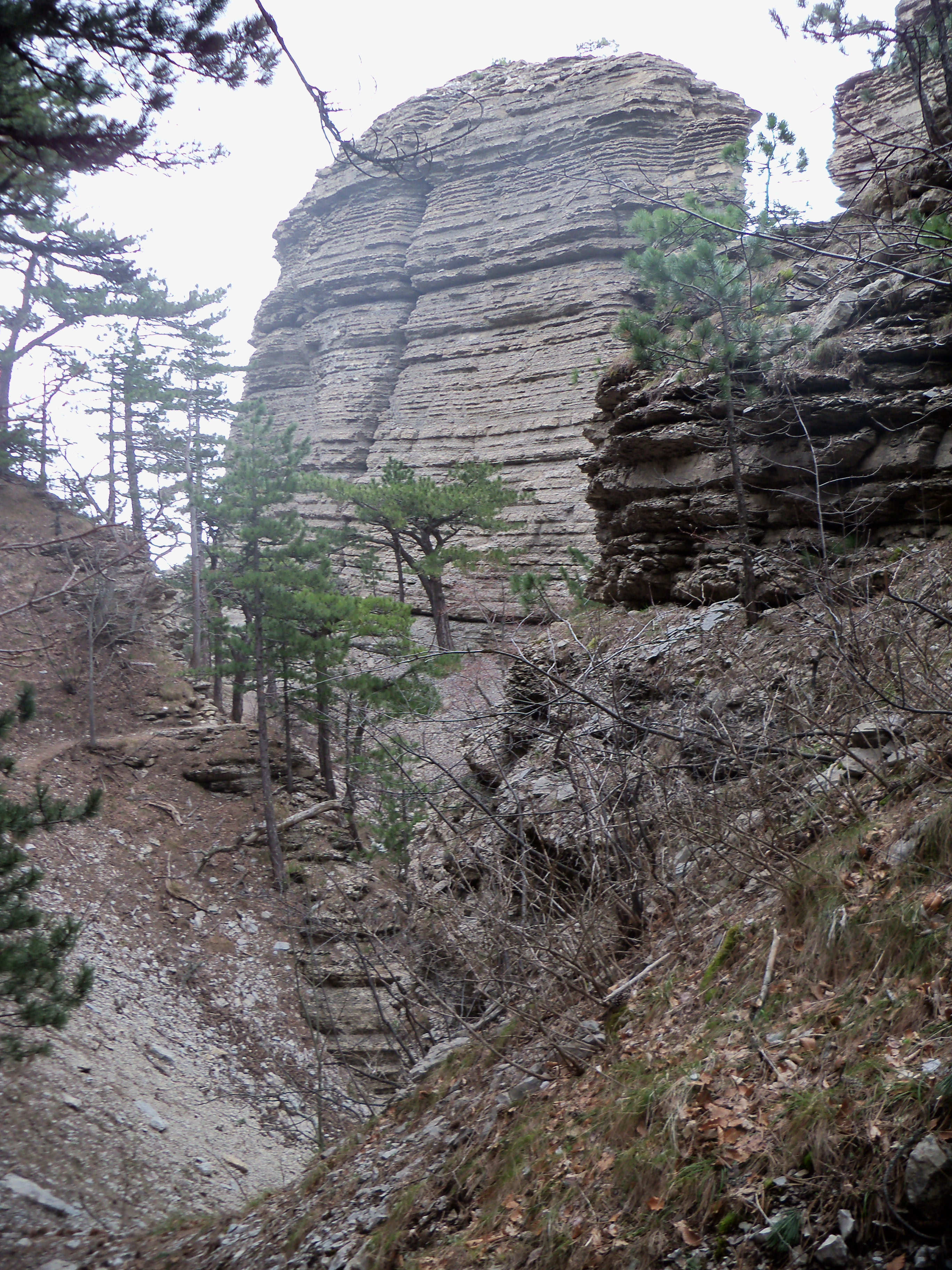
Скелі Таракташ
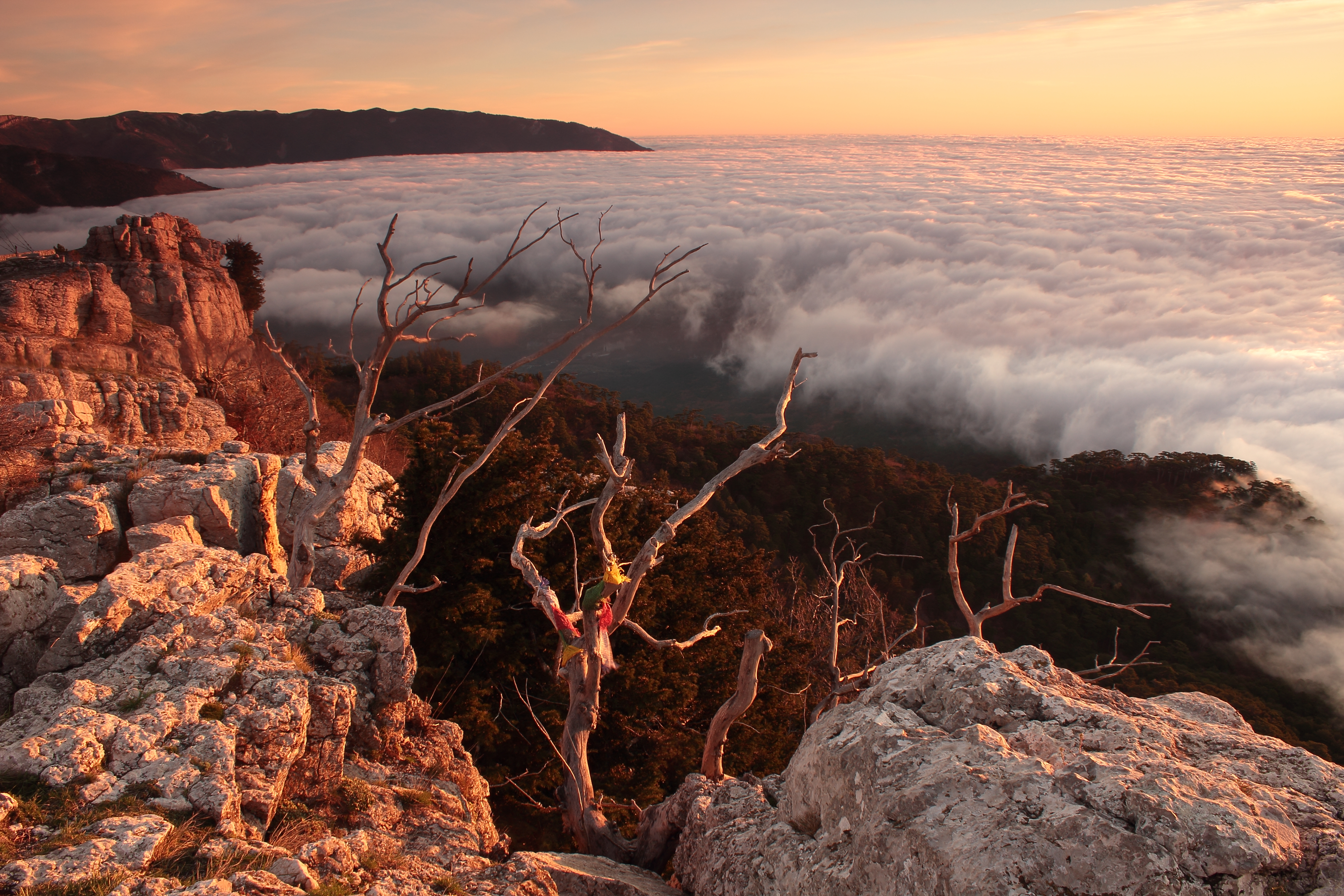
Світанок на Ай-Петрі
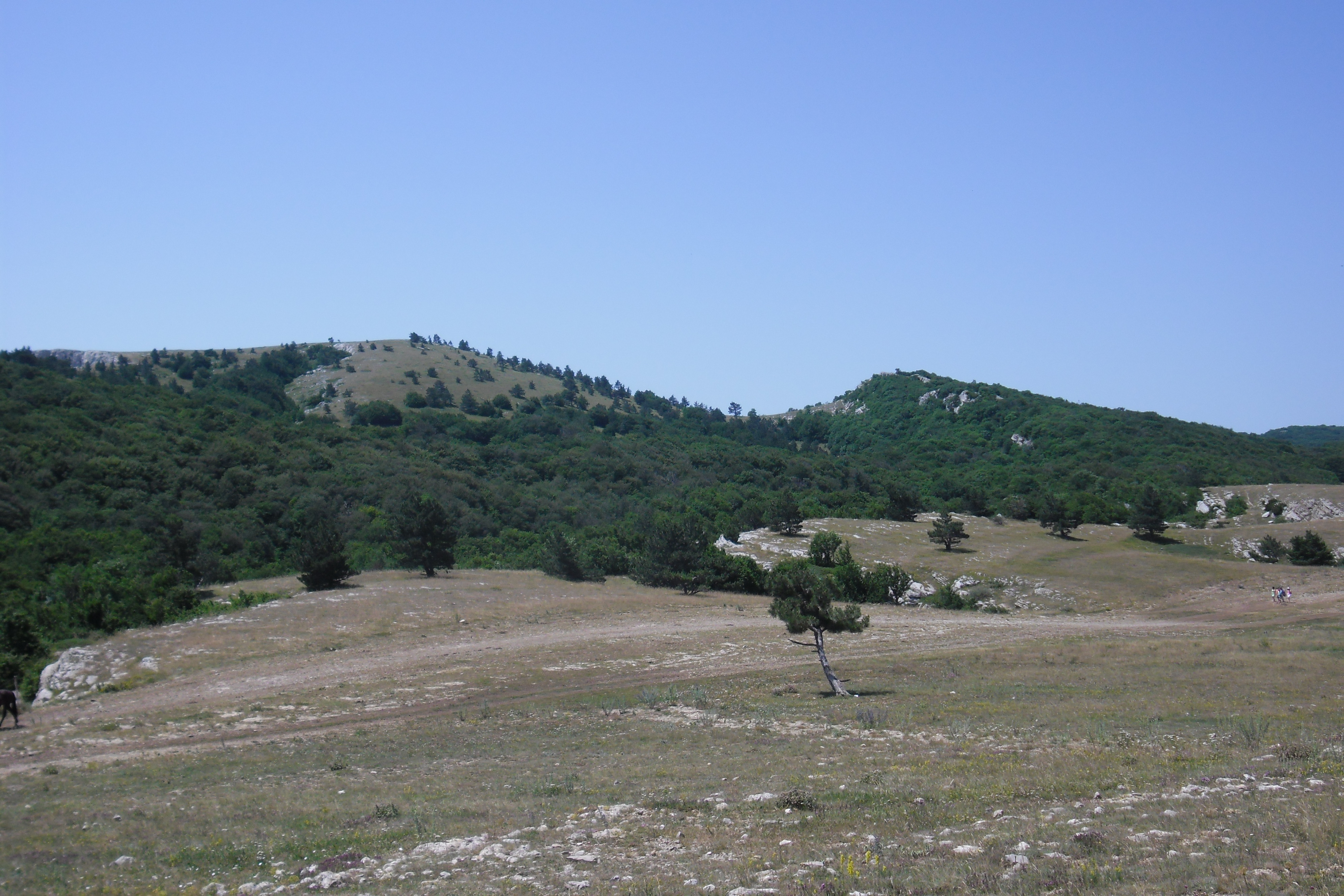
Район печер Геофізична і Триглазка